# Житомир (деревня)
Житомир — упразднённая деревня в Одесском районе Омской области. Входила в состав Желанновского сельсовета. В 1975 г вошла в состав села Желанное (ныне южная часть села).

## География
Располагалась к югу от села Желанного.

## История
Основана в 1908 году. В 1928 году посёлок Житомир состоял из 63 хозяйств. В административном отношении входил в состав Желанного сельсовета Одесского района Омского округа Сибирского края. До 1957 г. являлась одним из отделений колхоза «Память Кирова». После укрупнения колхозов и организации совхоза «Желанный», вошла в состав его 1-го отделения. 22 марта 1975 г. деревня была включена в состав села Желанного.

## Население
По результат переписи 1926 г. в поселке проживало 317 человек (162 мужчины и 155 женщин), основное население — украинцы.